# أكتوبر 2012
أكتوبر 2012 هو الشهر العاشر في عام 2012، بدأ يوم الأثنين، وأنتهى يوم الأربعاء وأمتد لواحد وثلاثين يومًا.

## بوابة:أحداث جارية
| أحداث جارية |
| --- |
| - أزمة الدين الحكومي اليوناني - جائحة فيروس كورونا 2019–20 - التدخل العسكري الروسي في أوكرانيا - التدخل العسكري الروسي في سوريا - الحرب الأهلية السورية - الهجوم على شمال غرب سوريا (2024) - الحرب الأهلية السودانية 2023 - عملية طوفان الأقصى - الحرب الفلسطينية الإسرائيلية (الخط الزمني) - صراع حزب الله وإسرائيل (2023–الآن) - - أزمة البحر الأحمر - الهجمات على القواعد الأمريكية في العراق وسوريا 2023 - الأزمة الإنسانية في غزة (2023 – الآن) تفاصيل أكثر النزاعات الجارية أدناه |

| وفيات حديثة |
| --- |
| - 15 مايو: جلان إدوارد روجرز - 15 مايو: لويجي ألفا - 16 مايو: إيمانويل كونديه - 16 مايو: دونكان كامبل - 16 مايو: برايان غلانفيل - 16 مايو: شون دنيس - 16 مايو: بيتر لاكس - 16 مايو: جايسون كونتي - 17 مايو: مايكل ليدين - 17 مايو: كوركيس إسماعيل - 17 مايو: علي القزق - 18 مايو: عزيز الحجار - 18 مايو: ليزلي إبستاين - 19 مايو: جوناثان باريديس - 19 مايو: فدوى محسن - 19 مايو: يوري غريغوروفيتش - 19 مايو: إغناثيو رودريغيز (لاعب كرة قدم) - 20 مايو: كاي آرثر - 20 مايو: نينو بنفينوتي - 20 مايو: غادي كندة |

| نزاعات جارية |
| --- |
| - التدخل العسكري الدولي ضد تنظيم الدولة الإسلامية (داعش) - الكاميرون - الحرب الأهلية الكاميرونية - جمهورية إفريقيا الوسطى - حرب جمهورية إفريقيا الوسطى الأهلية (2012–الآن) - جمهورية الكونغو الديموقراطية - تمرد القوات الديمقراطية المتحالفة - صراع كيفو - الحرب الأهلية الأثيوبية (2018-حاليا) - موزمبيق - التمرد الإسلاموي في موزمبيق - نيجيريا - تمرد بوكو حرام - التمرد الإسلامي في الساحل - تمرد الجهاديين في بوركينا فاسو · حرب مالي - الحرب الأهلية الصومالية - الحرب في الصومال (2009–الآن) - السودان - نزاع السودان - النزاع في أفغانستان - النزاع بين طالبان والدولة الإسلامية في أفغانستان - صراع بنجشير - الهند - التمرد في جامو وكشمير - العصيان الماوي-الناكسالي - إندونيسيا - أزمة بابوا - الصراع الداخلي في ميانمار - الحرب الأهلية في ميانمار - باكستان - صراع بلوشستان - عصيان خيبر بختونخوا - الصراع الأهلي في الفلبين - التمرد الشيوعي في الفلبين - الحرب الروسية الأوكرانية - الغزو الروسي لأوكرانيا - صراع العراق - التمرد العراقي (2017–الآن) - صراع إسرائيل وغزة - الحرب الفلسطينية الإسرائيلية 2023 - أزمة البحر الأحمر - الحرب الأهلية السورية - التدخل الأجنبي في الحرب الأهلية السورية - تركيا - الولايات المتحدة - اليمن - الحرب الأهلية اليمنية - التدخل العسكري في اليمن |